# Kustpipare
Kustpipare (Pluvialis squatarola) är en fågel som tillhör familjen pipare. Fågeln häckar på tundra i Arktis, i norra Ryssland, Alaska och Kanada. Den övervintrar utmed kuster i stora delar av världen. Arten är talrik men minskar i antal, så pass kraftigt att den sedan 2024 kategoriseras som sårbar av IUCN.

## Utseende, läte och fältkännetecken
En adult kustpipare är 25–30 centimeter lång, har ett vingspann på 55–63 centimeter och väger 170–320 gram. Kustpiparen är en stor pipare med kraftig kropp och stort huvud. Dess ben är gråsvarta och näbben, som är ganska kort och kraftig, är gråsvart i alla dräkter.
Adulta fåglar i häckningsdräkt har svart ansikte, strupe, bröst och kroppsidor. Hos honorna är detta svarta något gråare och med stänk av vitt. Manteln är kontrastrikt svart- och vitbrokig och detta sträcker sig upp i nacken och upp på hjässan. Mellan detta fält och kindernas och halsens svarta färg har kustpiparen ett vitt ögonbrynsstreck som går ihop i pannan. Detta vita fält sträcker sig sedan ned bakom örontäckarna och ned i två större vita fält på sidorna av bröstet.
I flykten ser man de vita vingundersidor förutom i armhålorna där de är svarta. På ovansidan vingen har de ett brett vitt vingband. De har vit övergump och gråstreckade stjärtband.

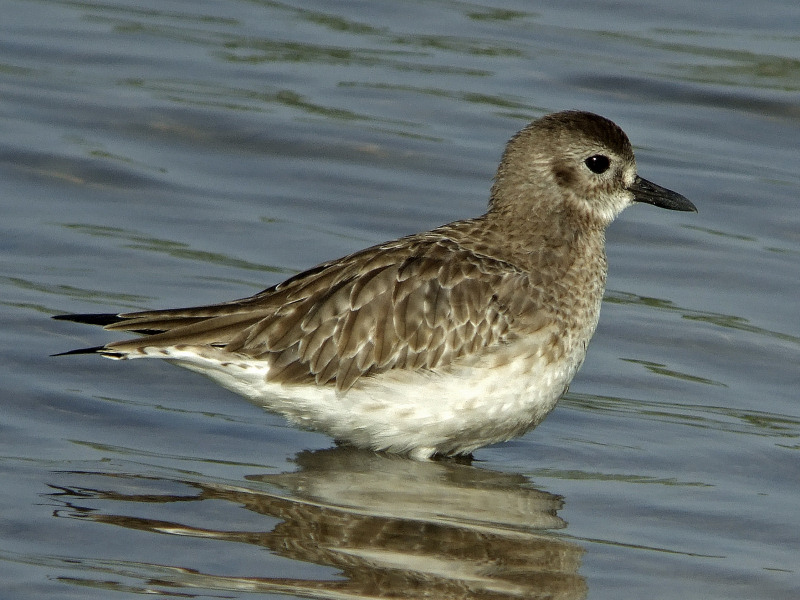
Adult i vinterdräkt.

Den juvenila dräkten och vinterdräkten är ganska lika. Ovansidan är gråbeige, buk och undergump vitaktiga och bröstet vattrat i en ljust beigegrå ton. I flykten kan man tydligt se de svarta armhålorna och de breda vita vingbandet på ovansidan.
Det trestaviga melankoliska locklätet låter ungefär "pieyt" eller "piy-aa-i".
Under främst höstflytten ses de ofta ensamma eller i mindre flockar på revlar i yttersta kustbandet och sällan i inlandet. De rör sig sävligt.

## Utbredning och systematik
Kustpiparen häckar huvudsakligen på arktisk tundra, från norra Ryssland till Alaska och Kanada. Den är en flyttfågel och det är känt att olika häckningspopulationer flyttar till specifika övervintringsområden. Trots detta har den traditionellt behandlats som monotypisk. På senare år anser dock flera internationella auktoriteter att skillnaderna mellan populationerna är tillräckliga för att den ska delas in i tre underarter med följande utbredning:
- Pluvialis squatarola squatarola, eurasisk kustpipare[5] – nominatformen häckar i norra Eurasien och Alaska; övervintrar i västra och södra Europa, Afrika, södra och östra Asien, Australasien samt västra Nord- och Sydamerika
- Pluvialis squatarola tomkovichi – häckar enbart på Wrangelön i nordöstra Sibirien
- Pluvialis squatarola cynosurae – häckar i norra Kanada; övervintrar i kustnära Nord- och Sydamerika

### Vinterkvarter och flyttning
På vintern flyttar den till kustområden. Den i Holarktis västligaste populationen som häckar från Vita havet till Tajmyrhalvön flyttar via Skandinavien och Västeuropa till sina övervintringskvarter vid Vadehavet, i Storbritannien, Atlantkusten och Västafrika. Man uppskattar att antalet kustpipare som flyttar via Västeuropa på våren uppgår till 247 000 individer. Den population som häckar öster om Taimyr i Sibirien övervintrar från södra och östra Afrika, via Arabiska halvön, Indien, Sydostasien till Australien. Den Nordamerikanska populationen övervintrar från USA:s öst- och västkust söderut till Argentina och Chile.

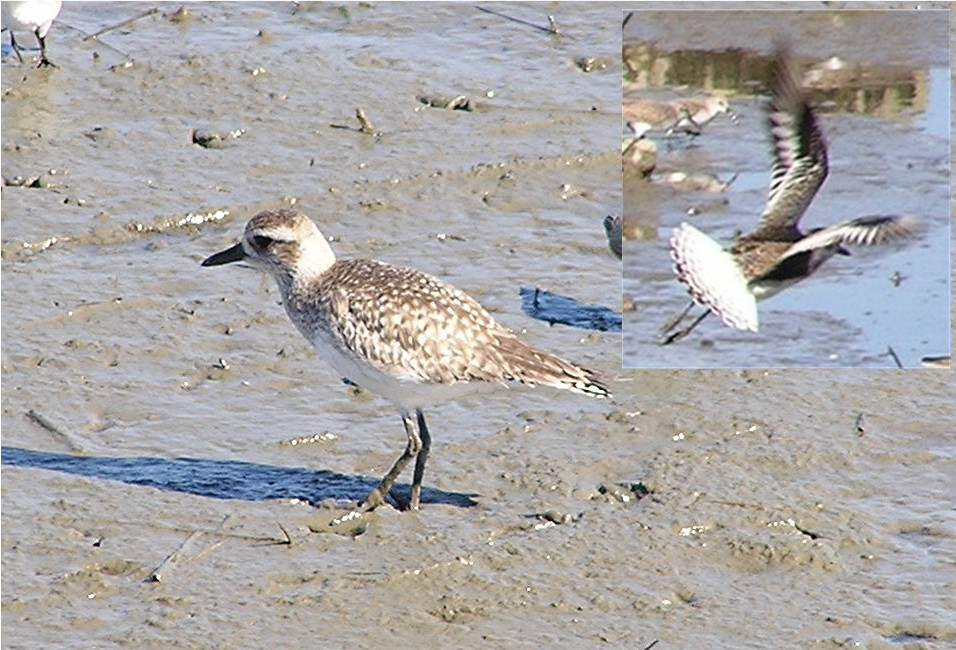
Fågel i första vinterdräkt. I den infällda bilden ses den svarta armhålan, vita övergumpen och bandade stjärten.

På hösten flyttar de adulta fåglarna ganska snart efter häckningen i juni-juli medan de juvenila fåglarna flyttar först cirka en och en halv månad senare vilket infaller ungefär i slutet av augusti till september.Kustpiparen uppnår inte häckningsålder förrän vid två eller tre års ålder och stannar fram till dess i sina vinterkvarter.
I slutet av april flyttar kustpiparen från sina sydligare vinterkvarter. De som övervintrar i Västafrika flyttar via Vadehavet och de i Östafrika via Svarta havet. Dessa rastplatser lämnas i maj-juni och därifrån flyttar de 250–450 mil non-stop till sina häckningslokaler.

### Förekomst i Sverige
Närmast Sverige häckar kustpiparen på Kaninhalvön och vid Vita havet men den flyttar regelbundet förbi Sverige på höst och vår. Endast enstaka individer observeras i Sverige under vintern. Flest observationer av kustpipare görs under hösten då enstaka individer eller mindre flockar inte sällan rastar på revlar i kustbandet.
På våren görs färre observationer då de vanligtvis flyger nonstop över Skandinavien så till vida att inte ett väderomslag tvingar ned de överflyttande fåglarna. Vårflyttningen över Sverige sker i maj och kulminerar under en cirka tio dagar lång period i slutet av maj början av juni. Dock kulminerar sträcket i Norrland redan den 18 maj vilket är tidigare än i övriga Sverige. Man drar slutsatsen att dessa individer ska häcka vid Vita havet eftersom medianankomstdag för kustpipare i området runt Vita havet är 22 maj.
Under vårflytten görs i genomsnitt 87 % av observationerna i Götaland, 12 % i Svealand och 1 % i Norrland och man uppskattar att cirka 30 % av de kustpipare som flyttar via Västeuropa observeras i Sverige på vårflytten. Under vårflytten över södra Sverige observeras ibland större förbiflygande flockar på flera hundra individer. Observationsdata mellan 1947 och 1994 på Ottenby visar att kustpipare som passerar Sverige före den 20 maj har ökat. Tendensen visar också att observationer av kustpipare ökar i Sverige vilket är i linje med artens generella ökning på vinterlokalerna.

## Ekologi
Kustpiparen kan bli upp till 18 år gammal.

### Häckning
Kustpiparen blir könsmogen efter två år. Häckningstiden sträcker sig från juni till juli. Boet är en grop, oftast på en upphöjning för att ge möjlighet till utsikt, som är inredd med gräs och strån. Honan lägger fyra ägg i boet och ruvar dem i fyra veckor, tills de kläcks. Om en fara hotar lurar föräldrarna iväg djuren åt ett annat håll för att skydda ungarna. Efter fem till sex veckor blir ungfåglarna flygga.

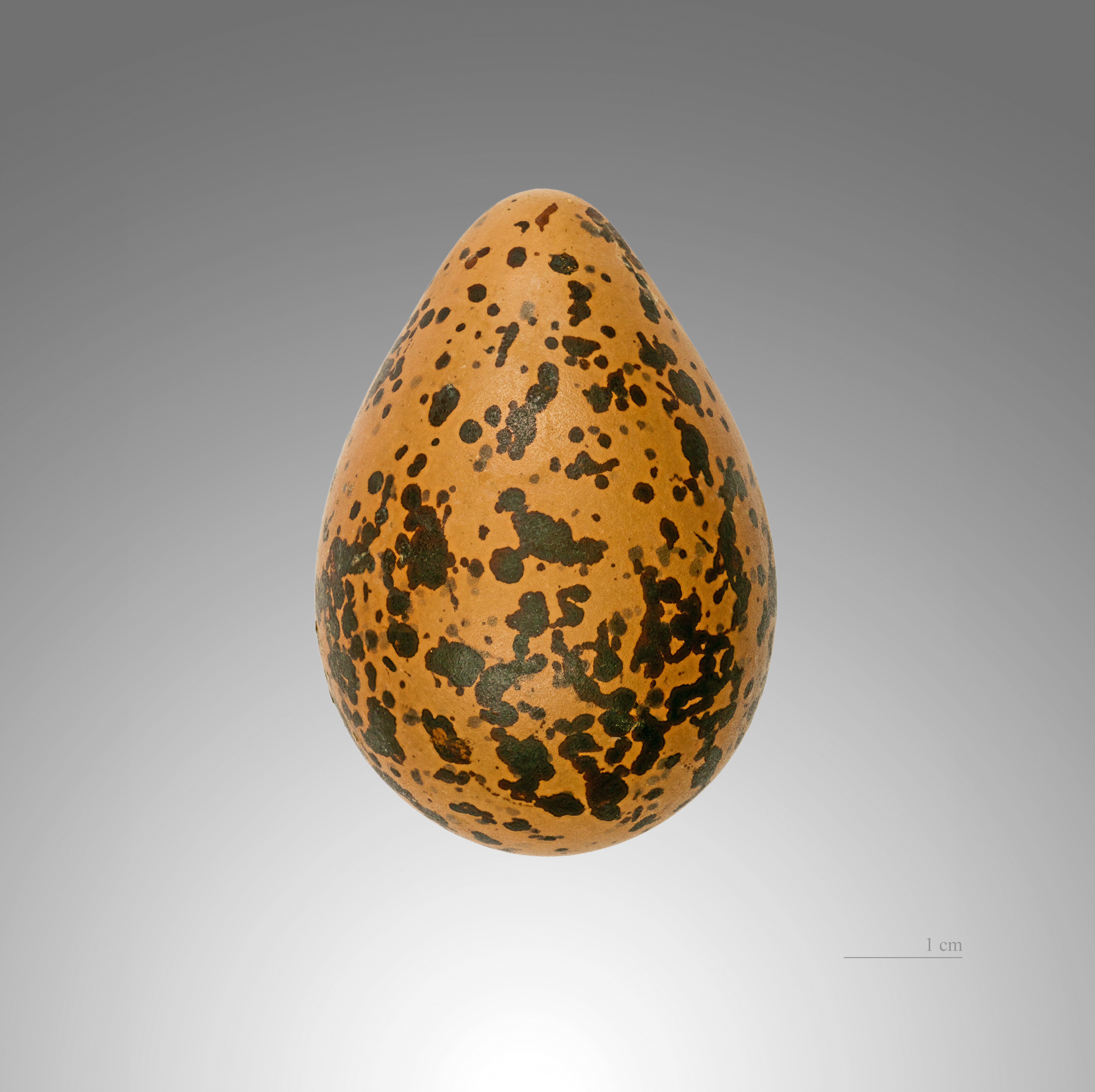
Ägg från kustpipare.

### Föda
Kustpiparen livnär sig av maskar, kräftdjur, snäckor, insekter och deras larver.

## Kustpiparen och människan

### Status och hot
Kustpipare är en talrik art med en uppskattad världspopulation på mellan en miljoner och 2,5 miljoner häckande individer. Studier visar dock att den minskar kraftigt i antal, de tre senaste generationerna med uppåt en fjärdedel. Internationella naturvårdsunionen IUCN kategoriserar den därför sedan 2024 som utrotningshotad, i kategorin sårbar (VU). De exakta orsakerna är inte kända, men möjliga hot innefattar habitatförlust, störningar och jakt.

### Namn
Kustpipare har i Sverige förr kallats grå brockfogel. Den ska dock inte förväxlas med brockfogel, ett gammalt namn för ljungpipare.